# Montecristi (Ekwador)
Montecristi – miasto położone w zachodnim Ekwadorze ok. 15 km od Oceanu Spokojnego, w prowincji Manabí. Stolica kantonu Montecristi. Przez miasto przebiega droga krajowa E30 i E482.

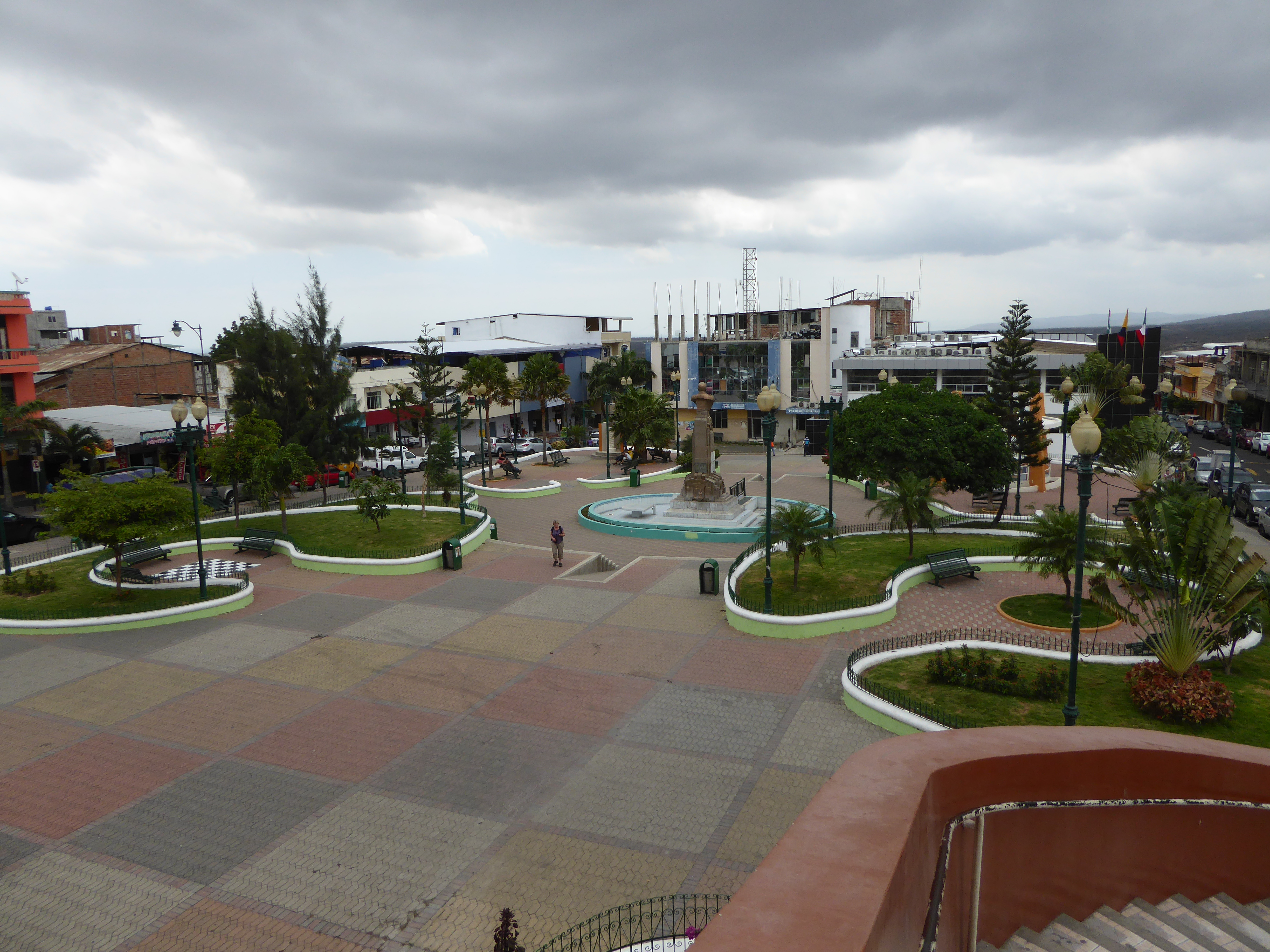
Plac Centralny w Montecristi

## Atrakcje turystyczne
- Basílica Menor de la Virgen de Monserrat - Bazylika Mniejsza Matki Bożej z Montserrat[1]
- Centro Cívico "Ciudad Alfaro" - Centrum Kulturalne[2]
- Montecristi Golf Resort & Villas[3]

## Linki zewnętrzne

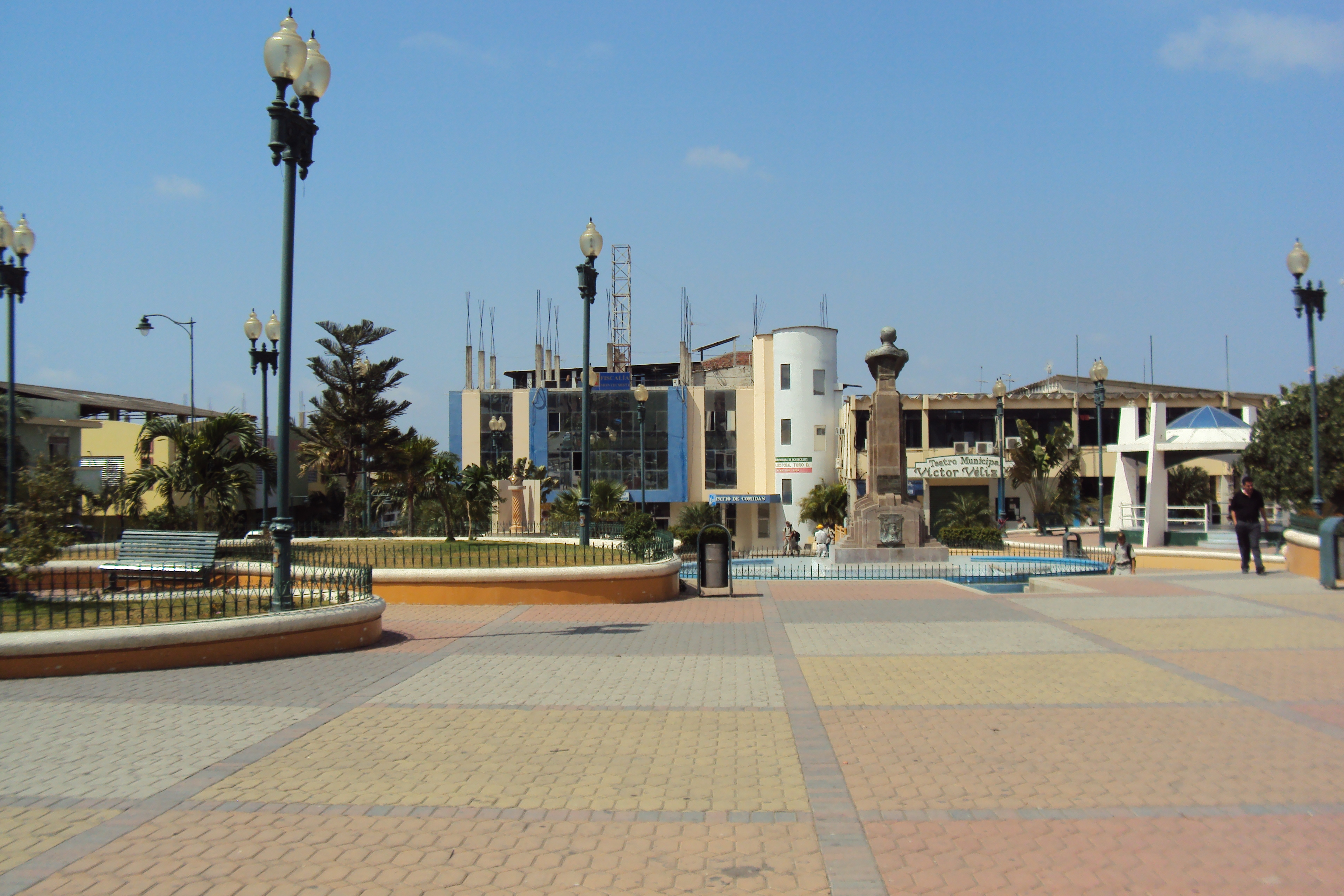
Park Centralny w Montecristi

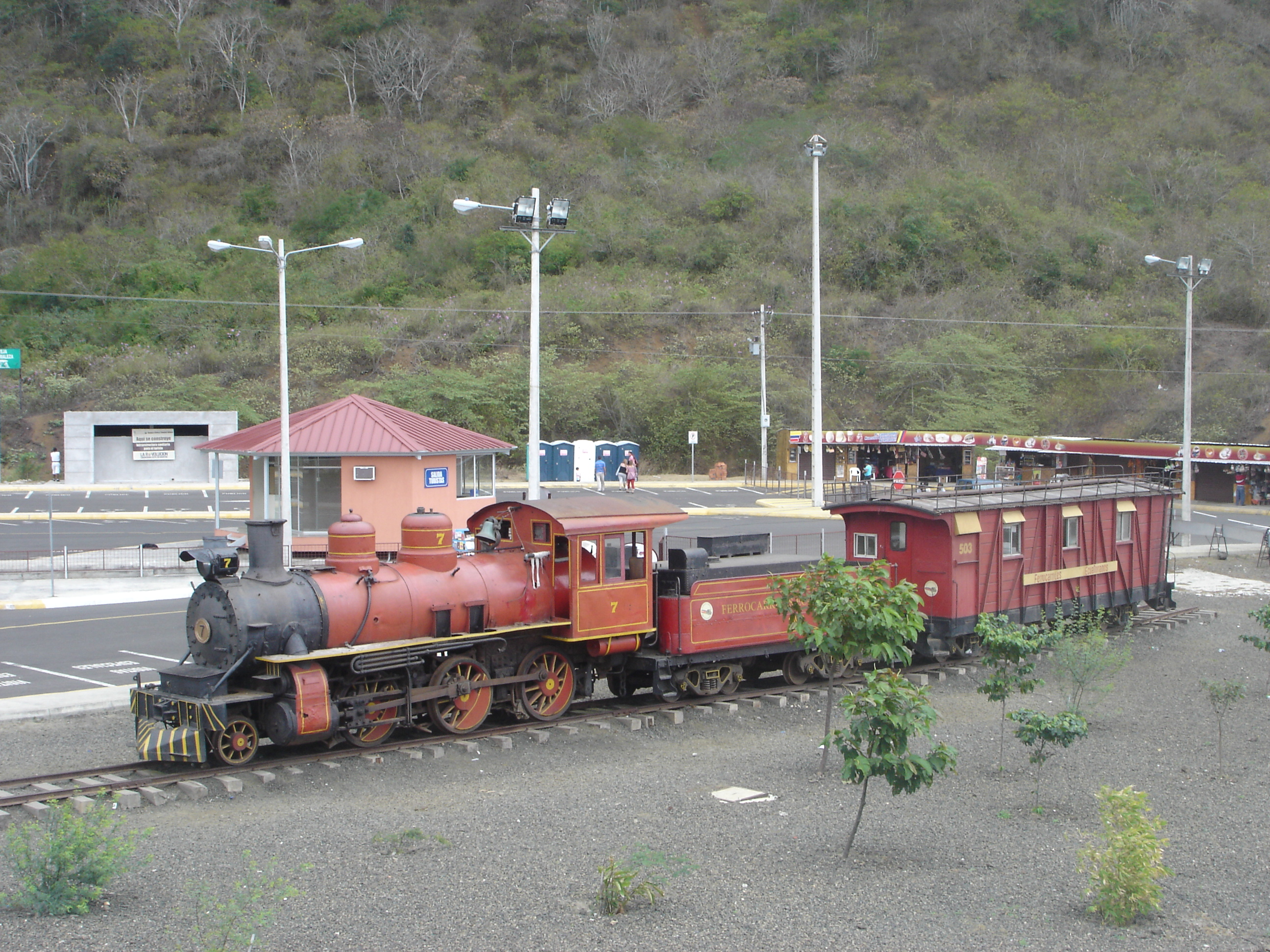
Lokomotywa parowa w Montecristi

## Baza hotelowa

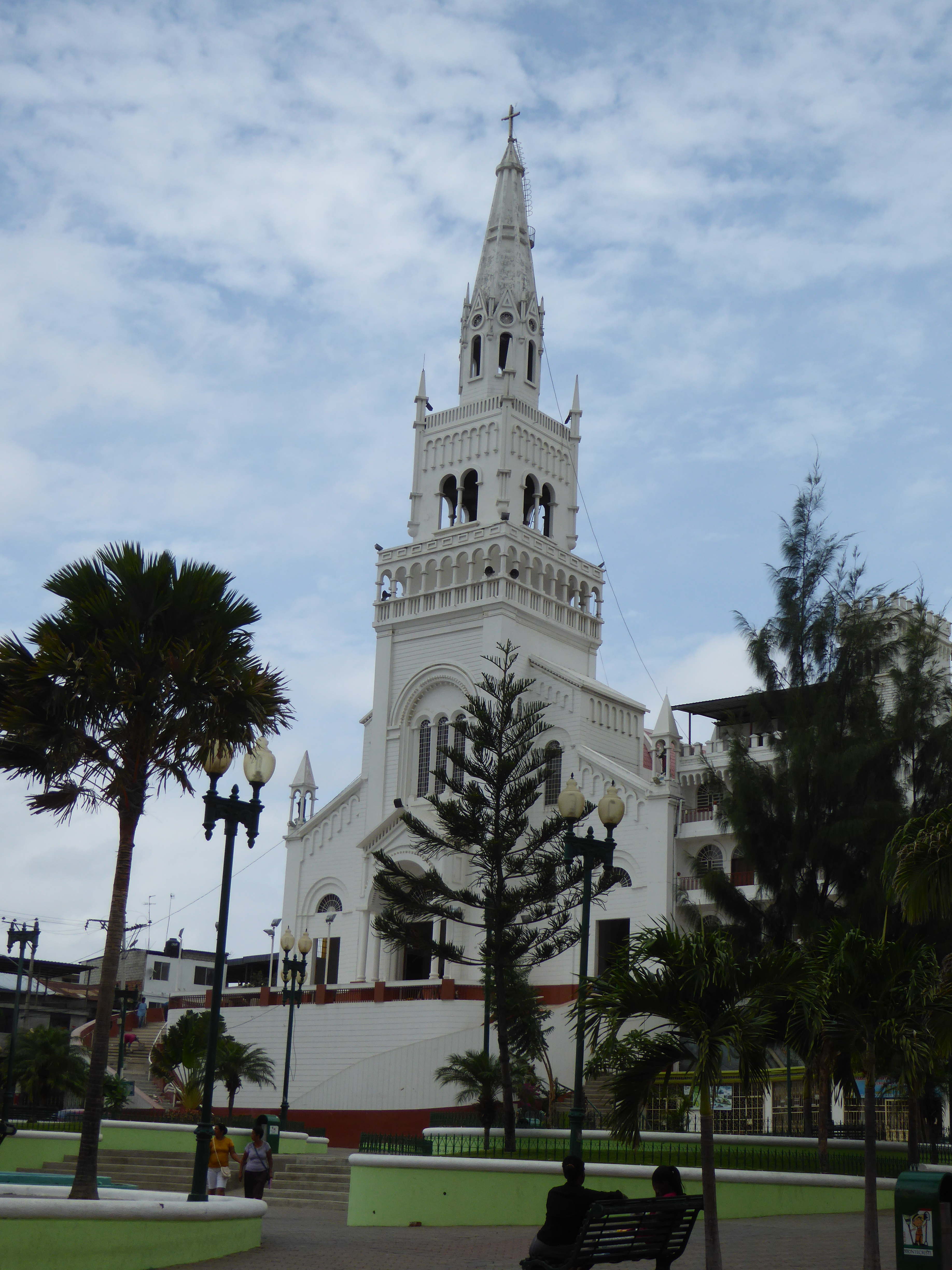
Bazylika Mniejsza Matki Bożej z Montserrat

- Hotel El Montesito[4]